# رباط زعفرانی
رباط زعفرانی، روستایی از توابع بخش مرکزی شهرستان بهار در استان همدان ایران است.بر پایه ایران اطلس عمده مردم به گویش لری شمالی سخن می گویند.

## جمعیت و پیشینه
این روستا در دهستان سیمینه رود(زاغه)قرار دارد و براساس سرشماری مرکز آمار ایران در سال ۱۳۹۵، جمعیت آن ۱۰۲۸ نفر (۳۲۹خانوار) بوده‌است.میکنند.
این روستا به شغل تولیدی کفش و کیف زنانه مشغول هستند.این روستا دارای محدوده‌ای است باستانی که این نقطه از مرکز هگمتانه به وسیلهٔ چاپار یک روز کامل و با کاروان دو روزه طی می‌شده‌است. البته دهکده فعلی هیچ رابطه‌ای با رباط باستانی مطمع نظر ندارد احتمالاً پس از ویرانی رباط زمان مادها که فاصله نسبتاً کوتاهی با این دهکده داشت نام آنجا به این دهکده داده شده‌است.

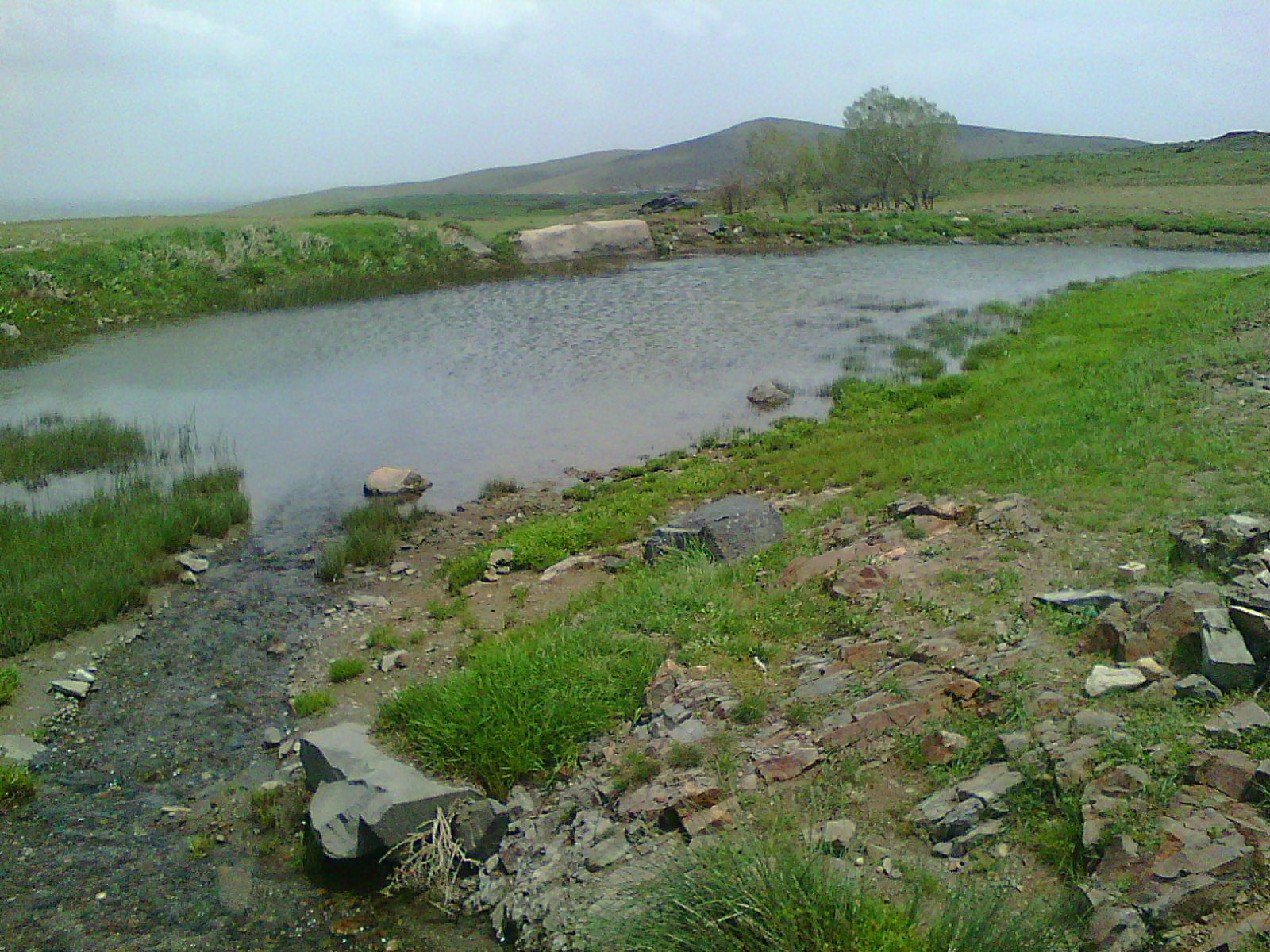
آب‌گیری بر مسیر راه شاهی

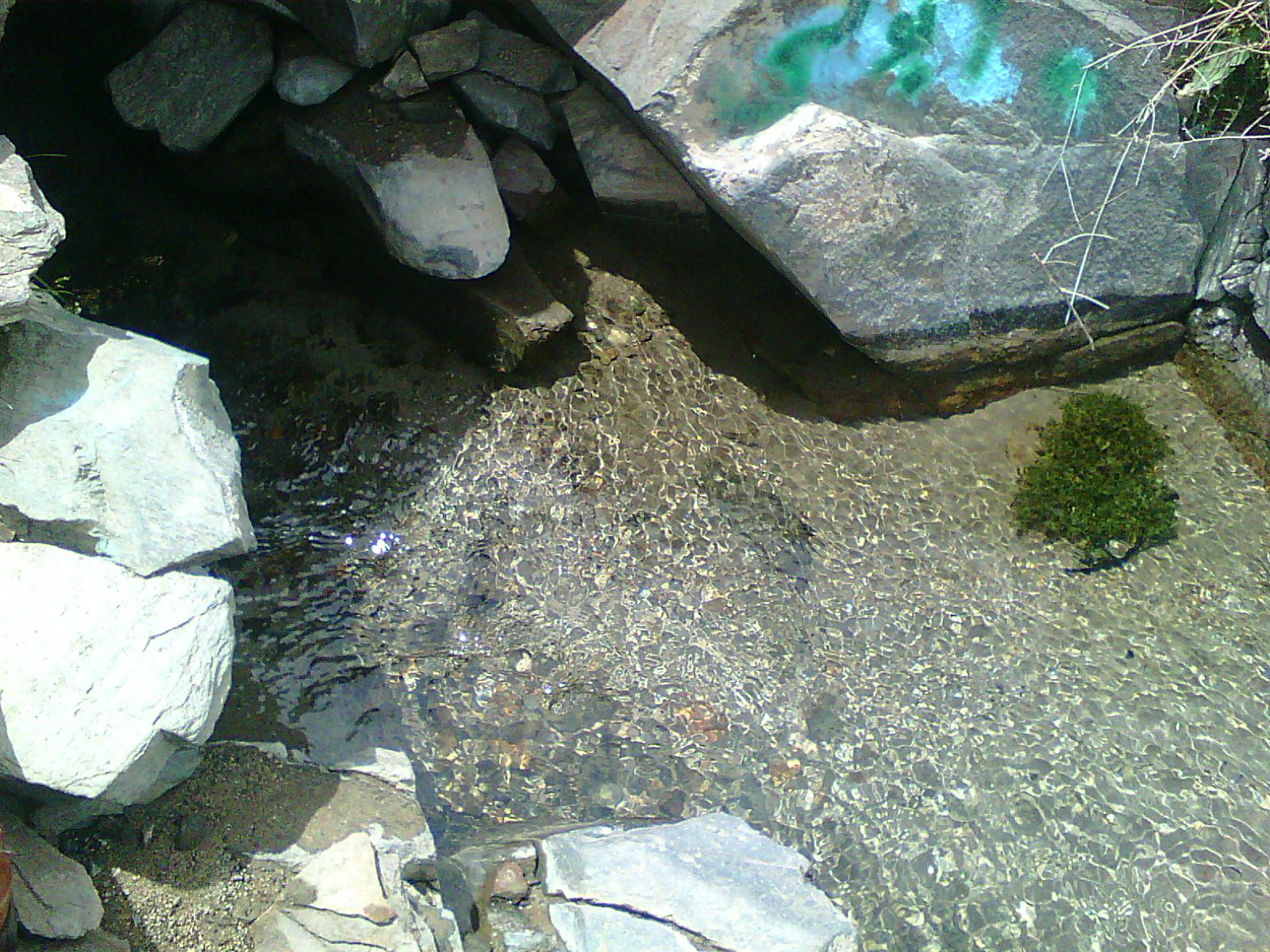
قنات یا چشمه تغذیه کننده آب‌گیر

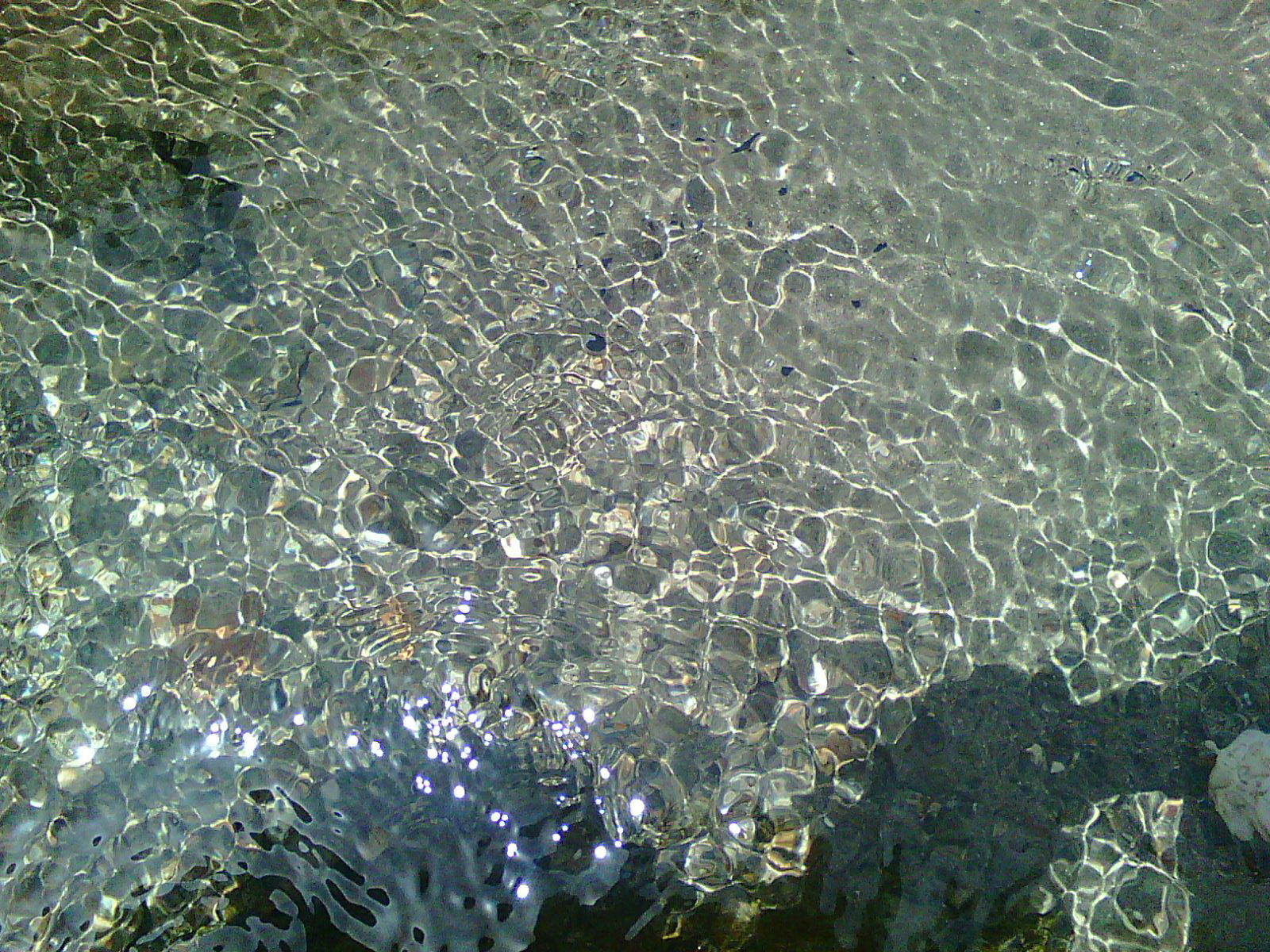
زلالی آب چشمه‌باستانی